# Danumphora hageri
Danumphora hageri är en tvåvingeart som beskrevs av Ronald Henry Lambert Disney 2006. Danumphora hageri ingår i släktet Danumphora och familjen puckelflugor. Inga underarter finns listade i Catalogue of Life.